# Лия Луис (актриса)
Лия Луис (на английски: Leah Lewis) е американска актриса. Тя е известна с ролите си на Ели Чу във филма The Half of It (2020), разпространен по Netflix, Джорджа „Джордж“ Фен в сериала „Нанси Дрю“ (2019 – 2023) по CW, и гласът на Лумна Лумен в анимационния филм „Стихии“ (2023).

## Биография

### Детство
Родена е на 9 декември 1996 г. в Шанхай, Китай. На 6-месечна възраст е осиновена от сиропиталище, след което израства във Флорида. Нейната по-малка биологична сестра Лидия също е отгледана в сиропиталище. Нейните родители – Фредерик и Лорейн Луис, са брокери.

### Актьорска кариера
Луис започва да се снима първоначално в реклами от ранна възраст. След завършване на гимназия тя играе малки роли в сериалите „Станция 19“ и „Добрият доктор“. След като семейството ѝ се премества в Лос Анджелис, тя играе във филма на Nickelodeon „Fred 3: Camp Fred“ през 2012 г., в ролята на Спун.
През 2013 г. участва в четвъртия сезон на американското риалити The Voice, която изпълнява песента Blown Away от Кари Ъндърууд. Между 2015 до 2016 г. участва в сериалите на Дисни – „Най-добри приятели завинаги!“ и „Наръчник на Геймъра за почти всичко“. По-късно има повтаряща се роля в сериала Charmed по CW. След това се присъединява в друг сериал на CW, телевизионна адаптация на „Нанси Дрю“ през 2019 г., където играе Джорджия „Джордж“ Фен, базирана на оригиналната героиня Джордж Фейн.
Първата ѝ голяма роля в киното е филмът по Нетфликс – The Half of It (2020), където играе Ели Чу. Тя е гласът на огнената стихия Лумна Лумен в анимационния филм „Стихии“ на Дисни и Пиксар.